# Stina Nordenstam
Kristina (Stina) Ulrika Marianne Nordenstam, född 4 mars 1969 i Stockholm, är en svensk sångerska med en karakteristisk röst som slog igenom i början av 1990-talet med albumet Memories of a Color.

## Biografi

### Memories of a Color(1991–1993)
Nordenstam albumdebuterade 1991 med Memories of a Color som nådde plats 27 på svenska albumlistan. Från skivan utgavs även singlarna Memories of a Color (1992) och Another Story Girl (1993). Ingen av dessa nådde någon listframgång.
Skivan blandade pop med jazzinfluenser och producerades av Johan Ekelund. Vissa låtar har jämförts med Kate Bush.
Utöver den egna skivan medverkade Nordenstam på flera andra artisters skivor. 1992 sjöng hon på tre låtar på Dives album Stills. Året efter sjöng hon på fyra låtar på Fläskkvartettens album Flow och skrev även texter på tre av dem. Samma år skrev hon låten "Ensam på havet" till Monica Zetterlund, framförd på hennes album Topaz.

### And She Closed Her Eyes(1994–1995)
Tre år efter debuten släppte Nordenstam 1994 sitt andra studioalbum And She Closed Her Eyes. Skivan producerades av Erik Holmberg tillsammans med Nordenstam själv och gästades av bland andra Popsicle och Fläskkvartetten. Skivan nådde plats fem på den svenska albumlistan. Från skivan släpptes också singlarna Something Nice och Little Star, vilken inte tog sig in på listorna. Little Star kom senare att inkluderas i soundtracket till filmen Romeo & Julia.
Genremässigt var skivan bredare musikaliskt än sin föregångare och gillades också bättre av kritikerna. Skivan listades i juni 2013 av svenska musiktidningen Sonic som det bästa svenska albumet någonsin.
1995 gjorde den brittiska sångerskan Sarah Brightman en cover på Nordenstams låt "Murder in Maryland Park", vilken fanns med på Brightmans studioalbum Fly. Nordenstam själv samarbetade detta år med den grekiske artisten Vangelis på dennes album Voices. Tillsammans skrev de låten "Ask the Mountains", där Nordenstam också bidrog med sång. Låten släpptes som singel året efter.

### Dynamite(1996–1997)
Nordenstam gav ut sitt tredje studioalbum Dynamite 1996. På skivan tog hon en helt ny musikalisk inriktning. De två första albumens mjuka ljudbild fick här stå tillbaka för rockmusik med råa gitarrer och industrialbeats. Skivan nådde plats 17 på den svenska albumlistan. Från skivan gavs också titelspåret Dynamite ut som singel, vilken inte tog sig in på listorna.
1996 släpptes även EP-skivan The Photographer's Wife, vilket var ett soundtrack till en film som inte finns. Skivan var ett samarbete med den amerikanska trummisen och låtskrivaren Anton Fier och innehöll tre låtar. Året efter samarbetade Nordenstam med den schweiziska gruppen Yello på låten "To the Sea". Låten finns med på bandets studioalbum Pocket Universe, men utgavs också som singel. Den nådde plats 23 på den schweiziska singellistan och plats 48 på den svenska. Nordenstam samarbetade också med Freddie Wadling på låten "Walk", vilken finns med på samlingsalbumet A Soft-Hearted Killer Collection. Samma år utkom singeln Little Star, ursprungligen utgiven 1994, i nyutgåva med anledningen av att den inkluderats i soundtracket till filmen Romeo & Julia.

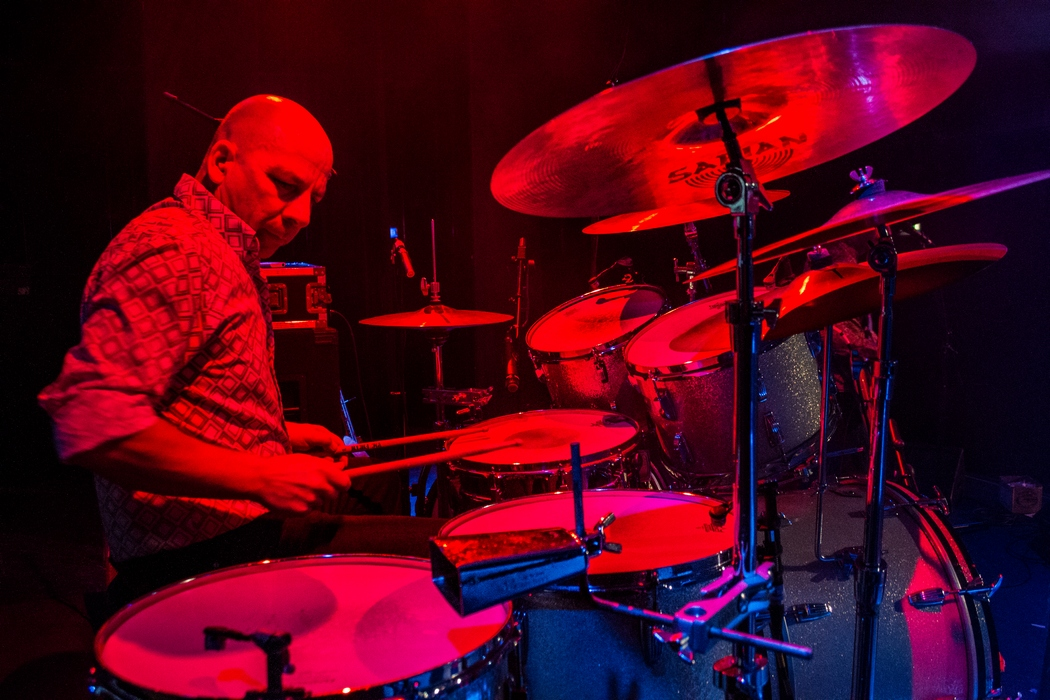
Britten John Tonks spelade trummor på People Are Strange.

### People Are Strange(1998–2000)
1998 kom ett ännu mer experimentellt album, People Are Strange, som är en coverskiva där Nordenstam tolkar moderna klassiker som "Love Hurts" och Rod Stewarts "Sailing". De flesta av låtarna är arrangerade på ett sätt som har mycket lite att göra med originalets melodistruktur och tempo. Titelspåret är en cover på The Doors och utgavs också som singel. Varken skivan eller singeln nådde några listframgångar.
Efter ett par års tystnad samarbetade Nordenstam 2000 med artisten Zbigniew Preisner då hon bidrog med sång på soundtracket till filmen Aberdeen. Hennes musik användes också i den av Sven Wollter producerade kortfilmen Moa & Malte. Hon gästsjöng även på Mew-låten "Her Voice Is Beyond Her Years", utgiven som singel och på albumet Half the World Is Watching Me (2000). Ytterligare ett samarbete skedde tillsammans med Freddie Wadling då hon bidrog med sång "Värmlandsvisan", utgiven på albumet Skillingtryck och mordballader (2000).

### This Is Stina Nordenstam(2001–2003)
Efter två experimentella album släppte Nordenstam det mer poporienterade This Is Stina Nordenstam 2001. Skivan kännetecknades av mer lättillgänglig melodier, dock med inslag av en experimentell ljudbild. På skivan medverkar Brett Anderson från Suede med sång på två låtar.
Skivan nådde plats 135 på den franska albumlistan och plats 26 på den svenska. Från skivan släpptes också singlarna Sharon & Hope och Lori Glori (båda 2001). Ingen av dessa nådde några listframgångar.
Nordenstams musik användes i filmen Ack, som ett fjun så lätt (2001).
Året efter användes Nordenstams musik i den SVT-producerade dokumentärfilmen Jean Claude. Samma år medverkade Nordenstam som gästsångerska på Idmonsters singel Wittle Star. Den franske artisten Andre Herman Düne gjorde samma år en cover på Nordenstams "The Man with the Gun", utgiven på skivan Brother Morphine.
2003 inkluderades Nordenstams låtar "Something Nice" och "I See You Again" i filmen Du ska nog se att det går över.

### The World Is Saved(2004–2005)
Nordenstams sjätte studioalbum The World Is Saved släpptes 2004. Skivan nådde plats 119 på den franska albumlistan och plats fem på den svenska. Från skivan släpptes också singlarna Get on with Your Life (2004) och Parliament Square (2005), där den förstnämnda nådde plats 35 på den svenska singellisten. Låten var den första singeln av Nordenstam att nå en listplacering.
2004 användes låten "Little Star" i den spanska kortfilmen Una ombra al meu camí. Året efter gästsjöng Nordenstam på Nine Horses' låt "Wonderful World", från albumet Snow Borne Sorrow. David Sandström gjorde samma år en cover på "Get on with Your Life", inkluderat på albumet Go Down!.
Nordenstam skrev 2005 musik till teaterföreställningen Tarantula, vilken hade urpremiär den 28 oktober på Orionteatern i Stockholm.

### Samarbeten och andra musikaliska uttryck (2006–idag)
Nordenstam skrev 2006 låten "Into the Wasteland" till det danska bandet Filur och medverkade också som sångerska. Låten finns med på gruppens studioalbum Into the Wasteland. Samma år översatte Nina Ramsby Nordenstams låt "Little Star" till svenska. Låten fick titeln "Du min vän" och finns med på Nina Ramsby & Martin Hederos' album Jazzen.
Samarbetet med Nine Horses fortsatte på 2007 års EP Money for All, där Nordenstam medverkade med sång på två låtar. Efter detta samarbete försvann Nordenstam från rampljuset. Den enda aktivitet Nordenstam uppvisat under åren 2008-2012 är som låtskrivare på två låtar åt Freddie Wadling, vilka finns med på dennes studioalbum Den mörka blomman (2009).
Nordenstam medverkade med sin ljudinstallation Tänk dig en människa på musikfestivalen Way Out West i Göteborg 8-10 augusti 2013. Installationen är en del av Magasin 3:s utställning On the Tip of My Tongue, vilken av arrangören beskrivs som "en blandning av fiktion och dokumentärt berättande där även musiken får ta sin plats." Nordenstam har beskrivit sin installation med orden "Den lite sorgkantade glädjen över att vara vid liv, och accepterandet av att det inte varar. Som naturen och tiden kring skolavslutningarna i början av sommaren: bedövande vackert, men utblommad och förbi nästan innan man hinner blinka."
Nordenstam samarbetade åter med Freddie Wadling på hans sista album Efter Regnet, som släpptes 2016.

## Priser och utmärkelser
- 1991 – Jazz i Sverige
- 2014 – Invald i Swedish Music Hall of Fame[24]

## Diskografi

### Album
- 1991 – Memories of a Color
- 1994 – And She Closed Her Eyes
- 1996 – Dynamite
- 1998 – People Are Strange
- 2001 – This Is Stina Nordenstam
- 2004 – The World Is Saved

### Solosinglar och EP
- 1992 – Memories of a Color
- 1993 – Another Story Girl
- 1994 – Little Star
- 1994 – Little Star (remixes)
- 1994 – Something Nice
- 1996 – The Photographer's Wife (EP)
- 1997 – Dynamite
- 1997 – Little Star (utgiven på nytt efter att ha funnits med på soundtracket till filmen Romeo & Julia)
- 1998 – People Are Strange
- 2001 – Lori Glori (promo)
- 2002 – Sharon & Hope (promo)
- 2004 – Get on with Your Life
- 2005 – Parliament Square

### Samarbeten
- 1993 – Flow med Fläskkvartetten, Freddie Wadling
- 1995 – Ask the Mountains med Vangelis
- 1997 – To the Sea med Yello
- 2000 – Aberdeen soundtrack med Zbigniew Preisner
- 2000 – Her Voice Is Beyond Her Years med Mew
- 2006 – Into the Wasteland med Filur
- 2006 – Wonderful World med Nine Horses
- 2007 – Birds Sing for Their Lives med Nine Horses
- 2016 – skrev de flesta låtarna på Freddie Wadlings sista originalalbum Efter regnet